# راش (گروه موسیقی)
راش (به انگلیسی: Rush) یک گروه راک کانادایی است که در سال ۱۹۶۸ در تورنتو بنیان گذاشته‌شد. اعضای گروه گدی لی (باسیست، نوازندهٔ کیبورد و خواننده)، الکس لایفسن (گیتاریست) و نیل پیرت (درامر و ترانه‌سرا) هستند. ترکیب راش مابین سال‌های ۱۹۶۸ تا ۱۹۷۴ بارها دستخوش تغییر شد و در ژوئیهٔ ۱۹۷۴ نیل پیرت جایگزین جان راتسی شد و گروه به ترکیب مناسبی رسید. این دو هفته پیش از آن بود که آن‌ها اولین تورشان را در ایالات متحده برگزار کنند.
از زمان انتشار اولین آلبوم راش در ژانویهٔ ۱۹۷۴ -که هم‌نام گروه بود- آن‌ها به‌خاطر مهارت‌شان در نواختن، ساختار پیچیدهٔ قطعه‌ها و متن ترانه‌های‌شان که تأثیر عمیقی از فلسفه و ژانرهای فانتزی و علمی تخیلی گرفته بود و به موضوع‌هایی هم‌چون بشردوستی، اجتماع، احساسات و نگرانی‌های محیط زیستی می‌پرداخت، مطرح شدند.
سبک موسیقی راش در گذر زمان دستخوش تغییرهایی شده‌است. آلبوم آغازین آن‌ها به بلوز-راک تمایل داشت. پس از آن، موسیقی‌شان به هارد راک و پراگرسیو راک تمایل پیدا کرد و در یک دوره استفاده از سینث‌سایزر در آثارشان رو به فزونی گذاشت. از گروه‌هایی که موسیقی‌شان از راش تأثیر گرفته‌است می‌توان از پرایموس، متالیکا، اسمشینگ پامپکینز و همچنین گروه‌های پراگرسیو متال دریم ثیتر و سیمفونی ایکس نام برد.
اعضای راش تابه‌حال ۱بار برندهٔ جونو اواردز شده‌اند و در سال ۱۹۹۴ به تالار مشاهیر موسیقی کانادا راه یافته‌اند. آن‌ها طی سالیان فعالیت موسیقی‌شان در زمرهٔ چیره‌دست‌ترین نوازندگان-در حیطهٔ سازهای تخصصی‌شان- شناخته شده‌اند و به دفعات برندهٔ نظرسنجی‌های مختلف مجله‌های موسیقی شده‌اند. آثار راش تابه‌امروز ۲۴ گواهینامهٔ طلا و ۱۴ گواهینامهٔ پلاتینیوم (۳ مولتی‌پلاتینیوم) دریافت کرده‌اند. آن‌ها از لحاظ تصاحب بیشترین تعداد گواهینامه‌های طلا و پلاتین متوالی توسط یک گروه راک، سومین گروه پُرفروش پس از بیتلز و رولینگ استونز به‌شمار می‌آیند. راش با فروش بیش از ۲۵میلیون آلبوم در آمریکا،هفتاد و نهمین گروه موسیقی پُرفروش در آن کشور به‌شمار می‌آید. فروش بین‌المللی آثار آن‌ها-تا سال ۲۰۰۴-با استناد بر اطلاعات ارائه شده از سوی چندین منبع مرتبط با صنعت موسیقی، بیش از ۴۰میلیون نسخه برآورد شده‌است.

## سبک موسیقایی و تأثیرات
سبک موسیقایی راش در طول سال‌ها، به‌طور قابل ملاحظه‌ای تغییر کرده‌است. آلبوم نخست گروه، شدیداً تحت تأثیر هارد راک مبتنی بر بلوز راک انگلیسی و ترکیبی از صدا و سبک گروه‌هایی مانند بلک سبث، د هو، کریم و لد زپلین بود. در سال‌های پس از آن، تأثیر موسیقی گروه‌های پراگرسیو راک انگلیسی، به ویژه جنسیس و جترو تال، به خوبی در موسیقی گروه پدیدار شد که گدی لی، طرفدار هر دو گروه بود. در این زمان، راش ترانه‌های پراگرسیو راک، با کسر میزان غیرعادی و پیرامون موضوعات فانتزی و علمی تخیلی می‌نوشت؛ که البته این به آن معنای ملایم‌تر شدن موسیقی گروه نبود. در دههٔ ۸۰ میلادی، راش با موفقیت موسیقی پراگرسیو راک و نسبتاً خشن‌تر خود را با سبک‌های موسیقی‌های پرطرفدار زمان خود، مانند نیو ویو، رگی و پاپ راک، ترکیب می‌کرد. در این دوره زمانی گروه از سازهای موسیقی مختلفی مانند سینث‌سایزر، سیکوئنسر و پرکاشن الکترونیکی استفاده می‌کرد. در دههٔ ۹۰ میلادی نیز موسیقی گروه مشخصه‌های اصلی خود را حفظ کرد و تأثیراتی از موسیقی آلترنیتیو راک دریافت نمود.

## اعضا
کنونی
- گدی لی – باس، خواننده، کیبوردز (۱۹۶۸–تاکنون)
- الکس لایفسن – گیتار آکوسیتک و گیتار الکتریک، سینث‌سایزر، خواننده پس‌زمینه (۱۹۶۸–تاکنون)
- نیل پیرت – درامز، پرکاشن (۱۹۷۴–تاکنون)

گذشته
- جان راتسی – درامز، پرکاشن، خواننده پس‌زمینه (۱۹۶۸–۱۹۷۴؛ درگذشت در ۲۰۰۸)
- جف جونز – باس، خواننده (۱۹۶۸)
- لیندی یانگ – کیبوردز، گیتار لید و خواننده پس‌زمینه، هارمونیکا، درامز (۱۹۶۸، ۱۹۶۹)
- جو پرنا – گیتار باس، خواننده (۱۹۶۹)
- میش باسی – گیتار ریتم، خواننده پس‌زمینه (۱۹۷۱)
- گری فیلدینگ – درامز (۱۹۷۴)

## ترانه‌شناسی
آلبوم‌های استودیویی
- راش (۱۹۷۴)
- پرواز در شب (۱۹۷۵)
- نوازش‌های فولادی (۱۹۷۵)
- ۲۱۱۲ (۱۹۷۶)
- بدوردی به پادشاهان (۱۹۷۷)
- نیمکره (۱۹۷۸)
- امواج ابدی (۱۹۸۰)
- تصویرهای متحرک (۱۹۸۱)
- سیگنال‌ها (۱۹۸۲)
- زیبایی تحت فشار (۱۹۸۴)
- پنجره‌های قدرت (۱۹۸۵)
- آتشت را نگه‌دار (۱۹۸۷)
- تند (۱۹۸۹)
- چرخش استخوان‌ها (۱۹۹۱)
- همتایان (۱۹۹۳)
- آزمایشی برای پژواک (۱۹۹۶)
- مسیرهای بخار (۲۰۰۲)
- بازخورد (۲۰۰۴، آلبوم بازخوانی)
- مارها و تیرها (۲۰۰۷)
- فرشتگان کوکی (۲۰۱۲)